# 沃夫喬克 (科澤列齊區)
51°9′21″N 31°2′16″E / 51.15583°N 31.03778°E
沃夫喬克（烏克蘭語：Вовчок）是位於烏克蘭北部切爾尼希夫州裏切爾尼希夫區的村莊，始建於1746年，面積3.74平方公里，海拔高度109米，2001年人口906，人口密度每平方公里242.31人。